# Haverfordwest
Haverfordwest (walisisk: Hwlffordd) er county town i Pembrokeshire, Wales, og det største byområde i Pembrokeshire med et befolkningstal på 12.042 i 2011, mens community-grænserne gør det til det næststørste byområde med 10.812 indbyggere.
Forstæderne inkluderer det tidligere sogn Prendergast, Albert Town og bolig- og industriområderne Withybush (boliger, butiksområder, hospital, airport).
Haverfordwest ligger et strategisk sted, da det er det tætteste sted på have, hvor floden Western Cleddau kan krydses inden Cleddau Bridge åbnede i 1975.
I byen ligger ruinerne af Haverfordwest Castle.